# Graptolithina
Los graptolitoideos (Graptolithina) o graptolitos (del griego γραπτή, graptí, 'escrito', y λίθος líthos, 'piedra') son una clase extinta del filo Hemichordata. Son fósiles de animales coloniales conocidos principalmente del Cámbrico Superior al Carbonífero Inferior (Misisípico). Un graptolito ligeramente más antiguo, Chaunograptus, se conoce desde el Cámbrico Medio. El nombre viene del griego graptos, que significa "escrito" y lithos que significa "piedra", ya que muchos fósiles de graptolitos se asemejan a jeroglíficos escritos en la roca. Los graptolitos por lo general se consideran hemicordados, un raro grupo de animales marinos que comprenden los modernos pterobranquios. La relación se ha establecido sobre la base de comparaciones con los hemicordados modernos Cephalodiscus y Rhabdopleura.

## Morfología

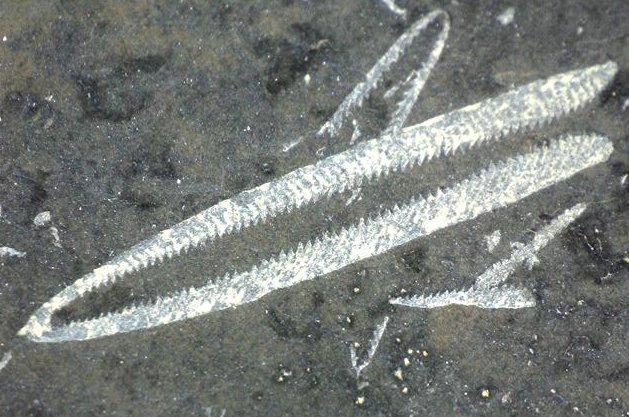
Didymograptus murchisoni.

Cada colonia de graptolitos (conocida como rabdosoma) tiene un número variable de ramas (llamadas estipes) originadas desde un individuo inicial (llamado sícula). Los individuos subsiguientes (zooides) se alojan en una estructura tubular o con forma de copa. En algunas colonias hay dos tamaños de teca y se ha sugerido que esta diferencia podría estar debida al dimorfismo sexual. El número de las ramificaciones y la disposición de las tecas son características importantes para la identificación taxonómica de los fósiles de graptolitos.
La mayoría de los tipos dendríticos o con ramificaciones múltiples se clasifican en los graptolitos dendroideos (orden Dendroidea). Estos son los primeros, los más antiguos, que aparecen en el registro fósil (en el período Cámbrico), y en general fueron animales bentónicos (unidos al fondo marino por una base similar a una raíz). Los graptolitos dendroides sobrevivieron hasta el período Carbonífero.

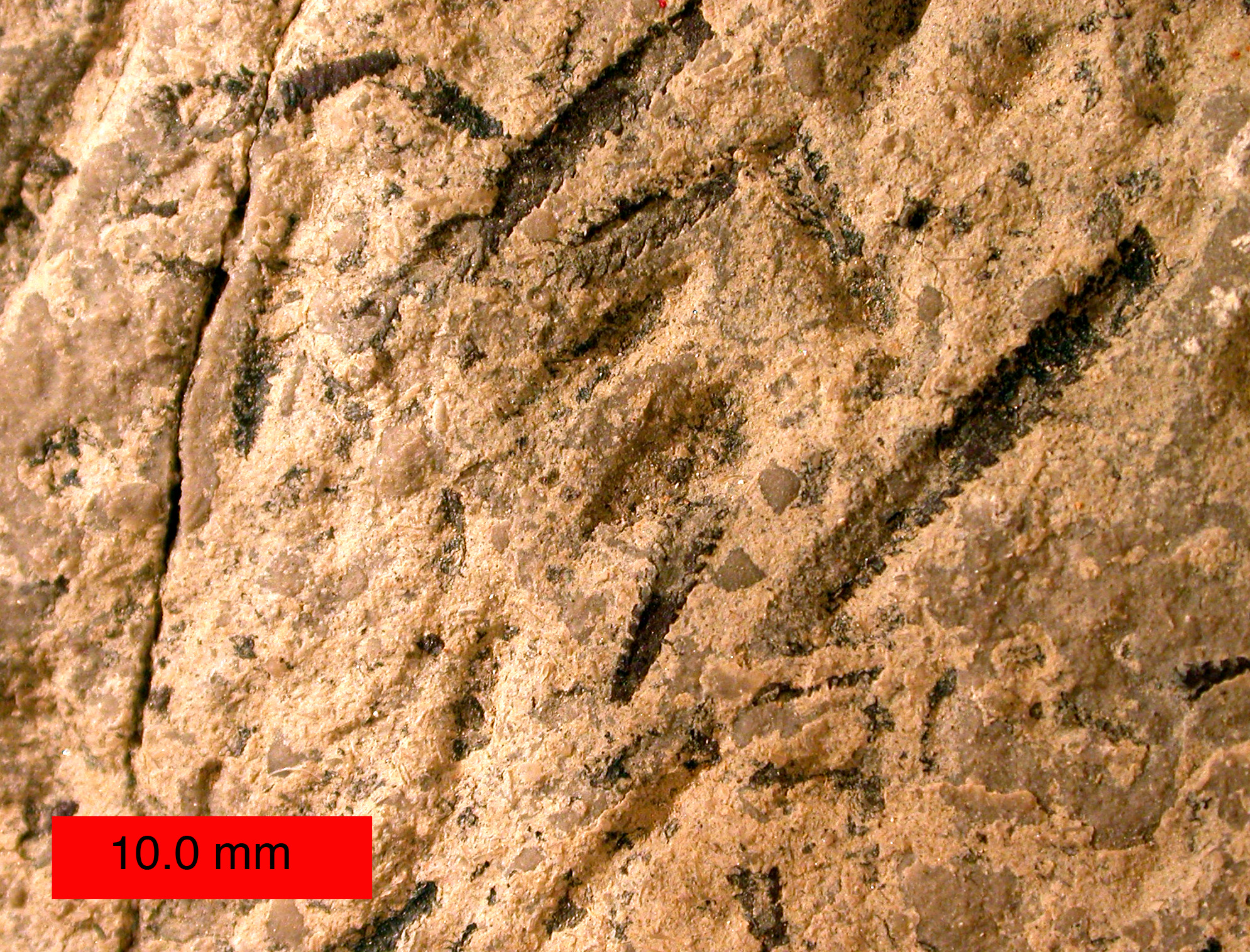
Graptolitos sobre matriz de roca sedimentaria de grano grueso.

Los graptolitos con relativamente pocas ramas (orden Graptoloidea) se derivaron a partir de los graptolitos dendroides al comienzo del período Ordovícico. Fueron pelágicos, flotando libremente sobre la superficie del antiguo mar, unidos a algas flotantes por medio de un delgado hilo o alguna especie de aceite de menor densidad. Este fue un prolífico y exitoso grupo, siendo los animales más importantes del plancton hasta que desaparecieron en la primera parte del Devónico, antes que los dendroides.

## Distribución y biocronología
Los graptolitos son fósiles comunes y tienen una distribución mundial. La preservación, cantidad y cambio gradual permite que se usen como fósiles guía para datar los estratos de rocas en todo el mundo. Durante el Paleozoico los graptolitos evolucionaron rápidamente y dieron lugar a muchas especies diferentes. Los geólogos británicos pueden dividir las rocas de los períodos Ordovícico y Silúrico en biozonas de graptolitos; que por lo general tienen una duración menor de un millón de años. Una glaciación en todo el mundo al final del Ordovícico eliminó la mayoría de las especies de graptolitos que vivían entonces; las especies presentes durante el período Silúrico fueron el resultado de la diversificación de sólo una o dos especies que sobrevivieron a la glaciación del Ordovícico. Los graptolitos también se utilizan para estimar la profundidad del agua y la temperatura en la que vivían estos organismos.

## Preservación

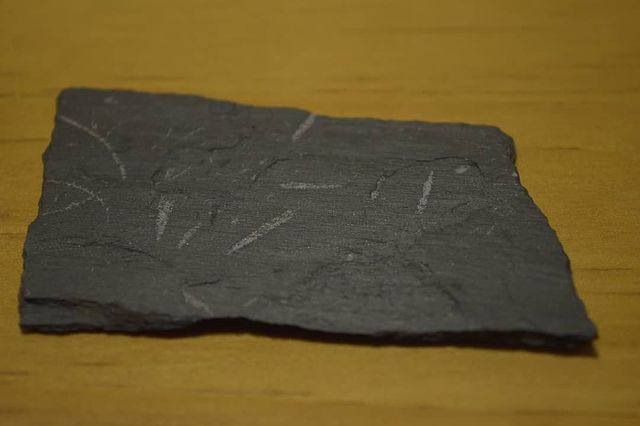
Fósiles de graptolitos sobre pizarra.

Los fósiles de graptolitos a menudo se encuentran en pizarras y arcillas donde los fósiles marinos son raros. Este tipo de roca se suele formar a partir de sedimentos depositados en aguas relativamente profundas con poca circulación, deficiente en oxígeno y carente de organismos excavadores. Los graptolitos planctónicos muertos, después de hundirse al fondo marino, se enterrarían en los sedimentos pobres en oxígeno y, por tanto, fueron bien conservados. Los graptolitos también se encuentran en calizas y sílex, pero en general estas rocas fueron depositadas en condiciones que son más favorables para la preservación de los organismos del fondo marino, incluyendo excavadores, y, sin duda, la mayoría de graptolitos depositados aquí fueron, en general, devorados por otros animales.
Los fósiles de graptolitos se encuentran a menudo aplastados dentro de las rocas, aunque algunos se pueden encontrar en tres dimensiones cuando se infiltran en pirita férrica. Varían en forma, pero son más comúnmente dendríticos o ramificados (como Dictoyonema), con hojas, o con forma de "diapasón" (como Didymograptus murchisoni). Sus restos puede confundirse con fósiles de plantas al observador casual.
Los graptolitos normalmente se conservan como una película negra carbonizada sobre la superficie de la roca o como una película gris clara de arcilla en rocas tectónicamente distorsionadas. A veces pueden ser difíciles de ver, pero puestos a luz de perfil se revelan como un marcado brillante. También se encuentran graptolitos fósiles piritizados.